# Stazione di Portrush
La stazione di Portrush (in inglese britannico Portrush railway station) è una fermata ferroviaria che fornisce servizio a Portrush e dintorni, contea di Antrim, Irlanda del Nord. Attualmente l'unica linea che vi passa è la Coleraine–Portrush.

## Storia

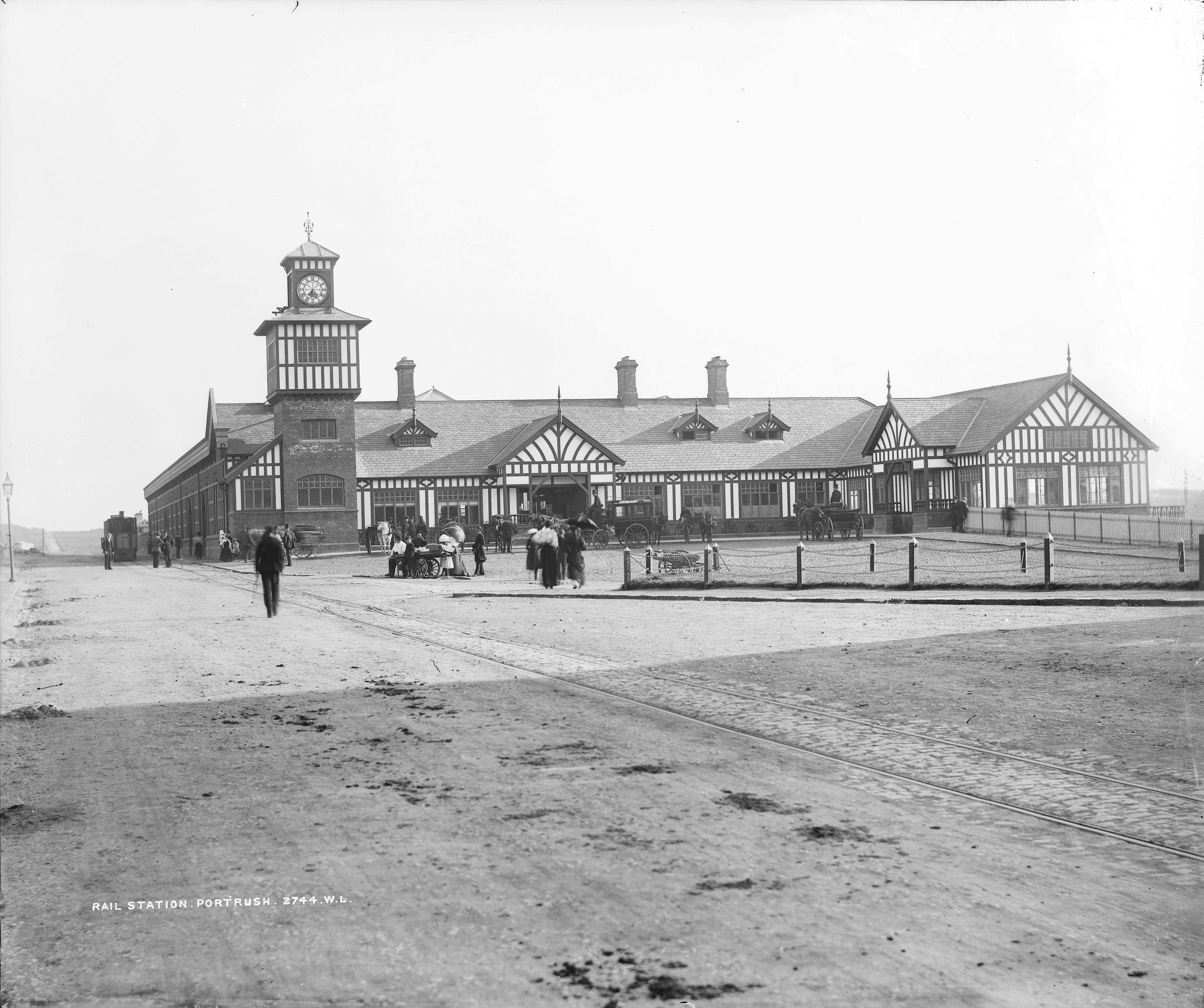
La stazione nel 1890

La stazione, che si trova a 109 km da Belfast, fu aperta il 4 dicembre 1855. Sarebbe stata completata nel 1893. Inizialmente essa era dotata di 3 binari, di cui uno solo è ora in uso regolare, coperti da un tetto. La stazione era in stile Tudor, con una torre dell'orologio e per queste decorazioni era descritta come una delle più belle dell'Irlanda. 
Il 20 settembre 1954 i treni merci smisero di circolare.
Nel 2007 il comtoise del 1892 della stazione ritornò nel centro del paese.

## Treni
Da lunedì a sabato c'è un treno per ora e per direzione per Coleraine o in arrivo a Portrush, che è il capolinea, con ulteriori servizi durante le ore di punta. Qualche treno proviene da Belfast Great Victoria Street o è diretto verso essa.
La domenica la frequenza del servizio diminuisce a un treno ogni due ore per direzione.

## Servizi ferroviari
- Coleraine–Portrush

## Servizi
- Biglietteria self-service